# Liste der Kulturdenkmäler in Willingshausen
Aufgrund ihrer Größe ist die Liste der Kulturdenkmäler in Willingshausen nach Ortsteilen aufgeteilt:
- Liste der Kulturdenkmäler in Gungelshausen
- Liste der Kulturdenkmäler in Leimbach (Willingshausen)
- Liste der Kulturdenkmäler in Loshausen
- Liste der Kulturdenkmäler in Merzhausen (Willingshausen)
- Liste der Kulturdenkmäler in Ransbach (Willingshausen)
- Liste der Kulturdenkmäler in Steina (Willingshausen)
- Liste der Kulturdenkmäler in Wasenberg (Willingshausen)
- Liste der Kulturdenkmäler in Willingshausen (Ortsteil)
- Liste der Kulturdenkmäler in Zella (Willingshausen)